# سان مارتينو ألفييري
سان مارتينو ألفييري (بالإيطالية: San Martino Alfieri)‏ هي بلدة وبلدية في مقاطعة أستي في إقليم بييمونتي في جنوب إيطاليا.

## السكان
في سنة 1861 بلغ عدد السكان 1٬202 نسمة، وتطور العدد ليصل في سنة 2011 لـ 712 نسمة.
يظهر هذا المخطط البياني تطور النمو السكاني لـ سان مارتينو ألفييري